# Fides von Klingen
Fides von Klingen, morte le 28 février 1358 à Zurich, est une abbesse suisse. Elle dirige l'abbaye du Fraumünster, et, de fait, Zurich, pendant 18 ans, de 1340 à sa mort.

## Biographie
Son père est un baron nommé Walter. D'abord religieuse à l'abbaye du Fraumünster, Fides von Klingen est élue abbesse à la fin de l'année 1340,, dans une élection mouvementée contre Beatrix von Wolhusen. Elle succède ainsi à Elisabeth von Matzingen. Un arbitre nommé par l'empereur Louis IV doit intervenir pour trancher en sa faveur. 
Son règne est marqué par des difficultés, notamment la peste noire qui touche Zurich en 1348 et la Nuit sanglante de Zurich en 1350. Par ailleurs, la cité entre en rébellion urbaine et supprime une partie de ses privilèges. Elle modifie aussi le style utilisé par les sceaux de l'abbaye. 
Elle meurt le 28 février 1358 à Zurich.